# 15e étape du Tour de France 1996
Pour un article plus général, voir Tour de France 1996.
La 15e étape du Tour de France 1996 a eu lieu le 15 juillet 1996 entre la ville de Brive-la-Gaillarde et celle de Villeneuve-sur-Lot sur une distance de 176 km. Elle a été remportée l'Italien Massimo Podenzana (Carrera Jeans). Il l'emporte seul en échappée et devance son compatriote Giuseppe Guerini (Polti) de 37 secondes et le Belge Peter Van Petegem (TVM-Farm Frites) de 50. Arrivé dans un groupe avec plus de cinq minutes de retard sur le vainqueur du jour, le Danois Bjarne Riis (Deutsche Telekom), conserve le maillot jaune de leader au terme de l'étape.

## Déroulement

### Points distribués
| Sprint intermédiaire Les Quatre-Routes (km 21) | Sprint intermédiaire Les Quatre-Routes (km 21) | Sprint intermédiaire Les Quatre-Routes (km 21) | Sprint intermédiaire Les Quatre-Routes (km 21) | Sprint intermédiaire Les Quatre-Routes (km 21) |
| ---------------------------------------------- | ---------------------------------------------- | ---------------------------------------------- | ---------------------------------------------- | ---------------------------------------------- |
|                                                | Coureur                                        | Pays                                           | Équipe                                         | Point(s)                                       |
| 1er                                            | Erik Zabel                                     | Allemagne                                      | Deutsche Telekom                               | 6                                              |
| 2e                                             | Fabio Baldato                                  | Italie                                         | MG Boys Maglificio-Technogym                   | 4                                              |
| 3e                                             | Jacky Durand                                   | France                                         | Agrigel-La Creuse                              | 2                                              |
| modifier                                       |                                                |                                                |                                                |                                                |

| Sprint intermédiaire Trentels (km 158.5) | Sprint intermédiaire Trentels (km 158.5) | Sprint intermédiaire Trentels (km 158.5) | Sprint intermédiaire Trentels (km 158.5) | Sprint intermédiaire Trentels (km 158.5) |
| ---------------------------------------- | ---------------------------------------- | ---------------------------------------- | ---------------------------------------- | ---------------------------------------- |
|                                          | Coureur                                  | Pays                                     | Équipe                                   | Point(s)                                 |
| 1er                                      | Massimo Podenzana                        | Italie                                   | Carrera Jeans                            | 6                                        |
| 2e                                       | Giuseppe Guerini                         | Italie                                   | Polti                                    | 4                                        |
| 3e                                       | François Lemarchand                      | France                                   | Gan                                      | 2                                        |
| modifier                                 |                                          |                                          |                                          |                                          |

| Arrivée d'étape Villeneuve-sur-Lot (km 176) | Arrivée d'étape Villeneuve-sur-Lot (km 176) | Arrivée d'étape Villeneuve-sur-Lot (km 176) | Arrivée d'étape Villeneuve-sur-Lot (km 176) | Arrivée d'étape Villeneuve-sur-Lot (km 176) |
| ------------------------------------------- | ------------------------------------------- | ------------------------------------------- | ------------------------------------------- | ------------------------------------------- |
|                                             | Coureur                                     | Pays                                        | Équipe                                      | Point(s)                                    |
| 1er                                         | Massimo Podenzana                           | France                                      | Carrera Jeans                               | 20                                          |
| 2e                                          | Giuseppe Guerini                            | Italie                                      | Polti                                       | 17                                          |
| 3e                                          | Peter Van Petegem                           | Belgique                                    | TVM-Farm Frites                             | 15                                          |
| 4e                                          | Michele Bartoli                             | Italie                                      | Mapei-GB                                    | 13                                          |
| 5e                                          | François Lemarchand                         | France                                      | Gan                                         | 12                                          |
| 6e                                          | Neil Stephens                               | Australie                                   | ONCE                                        | 10                                          |
| 7e                                          | Frédéric Moncassin                          | France                                      | Gan                                         | 9                                           |
| 8e                                          | Fabio Baldato                               | Italie                                      | MG Boys Maglificio-Technogym                | 8                                           |
| 9e                                          | Erik Zabel                                  | Allemagne                                   | Deutsche Telekom                            | 7                                           |
| 10e                                         | Andrea Ferrigato                            | Italie                                      | Roslotto-ZG Mobili                          | 6                                           |
| modifier                                    |                                             |                                             |                                             |                                             |

| Côte de Jouhan-le-Pâtre (km 38) 4e catégorie | Côte de Jouhan-le-Pâtre (km 38) 4e catégorie | Côte de Jouhan-le-Pâtre (km 38) 4e catégorie | Côte de Jouhan-le-Pâtre (km 38) 4e catégorie | Côte de Jouhan-le-Pâtre (km 38) 4e catégorie |
| -------------------------------------------- | -------------------------------------------- | -------------------------------------------- | -------------------------------------------- | -------------------------------------------- |
|                                              | Coureur                                      | Pays                                         | Équipe                                       | Point(s)                                     |
| 1er                                          | Michele Bartoli                              | Italie                                       | Mapei-GB                                     | 5                                            |
| 2e                                           | Neil Stephens                                | Australie                                    | ONCE                                         | 3                                            |
| 3e                                           | Massimo Podenzana                            | Italie                                       | Carrera Jeans                                | 1                                            |
| modifier                                     |                                              |                                              |                                              |                                              |

| Côte d'Avignac-les-Eaux (km 48) 4e catégorie | Côte d'Avignac-les-Eaux (km 48) 4e catégorie | Côte d'Avignac-les-Eaux (km 48) 4e catégorie | Côte d'Avignac-les-Eaux (km 48) 4e catégorie | Côte d'Avignac-les-Eaux (km 48) 4e catégorie |
| -------------------------------------------- | -------------------------------------------- | -------------------------------------------- | -------------------------------------------- | -------------------------------------------- |
|                                              | Coureur                                      | Pays                                         | Équipe                                       | Point(s)                                     |
| 1er                                          | Massimo Podenzana                            | Italie                                       | Carrera Jeans                                | 5                                            |
| 2e                                           | Neil Stephens                                | Australie                                    | ONCE                                         | 3                                            |
| 3e                                           | Michele Bartoli                              | Italie                                       | Mapei-GB                                     | 1                                            |
| modifier                                     |                                              |                                              |                                              |                                              |

| Côte de Calès (km 68) 4e catégorie | Côte de Calès (km 68) 4e catégorie | Côte de Calès (km 68) 4e catégorie | Côte de Calès (km 68) 4e catégorie | Côte de Calès (km 68) 4e catégorie |
| ---------------------------------- | ---------------------------------- | ---------------------------------- | ---------------------------------- | ---------------------------------- |
|                                    | Coureur                            | Pays                               | Équipe                             | Point(s)                           |
| 1er                                | Massimo Podenzana                  | Italie                             | Carrera Jeans                      | 5                                  |
| 2e                                 | Neil Stephens                      | Australie                          | ONCE                               | 3                                  |
| 3e                                 | François Lemarchand                | France                             | Gan                                | 1                                  |
| modifier                           |                                    |                                    |                                    |                                    |

## Classement de l'étape
| \| Classement de l'étape \| Classement de l'étape \| Classement de l'étape \| Classement de l'étape \| Classement de l'étape \| \| Coureur \| Coureur \| Pays \| Équipe \| Temps \| \| --------------------- \| --------------------- \| --------------------- \| ---------------------------- \| --------------------- \| \| 1er \| Massimo Podenzana \| Italie \| Carrera Jeans \| 3 h 54 min 52 s \| \| 2e \| Giuseppe Guerini \| Italie \| Polti \| + 37 s \| \| 3e \| Peter Van Petegem \| Belgique \| TVM-Farm Frites \| + 50 s \| \| 4e \| Michele Bartoli \| Italie \| MG Boys Maglificio-Technogym \| + 50 s \| \| 5e \| François Lemarchand \| France \| Gan \| + 1 min 16 s \| \| 6e \| Neil Stephens \| Australie \| ONCE \| + 1 min 41 s \| \| 7e \| Frédéric Moncassin \| France \| Gan \| + 5 min 38 s \| \| 8e \| Fabio Baldato \| Italie \| MG Boys Maglificio-Technogym \| + 5 min 38 s \| \| 9e \| Erik Zabel \| Allemagne \| Deutsche Telekom \| + 5 min 38 s \| \| 10e \| Andrea Ferrigato \| Italie \| Roslotto-ZG Mobili \| + 5 min 38 s \| |                     |           |                              |                 |
| |                     |           |                              |                 |
| |                     |           |                              |                 |
| Classement de l'étape |                     |           |                              |                 |
| Coureur | Coureur             | Pays      | Équipe                       | Temps           |
| 1er | Massimo Podenzana   | Italie    | Carrera Jeans                | 3 h 54 min 52 s |
| 2e | Giuseppe Guerini    | Italie    | Polti                        | + 37 s          |
| 3e | Peter Van Petegem   | Belgique  | TVM-Farm Frites              | + 50 s          |
| 4e | Michele Bartoli     | Italie    | MG Boys Maglificio-Technogym | + 50 s          |
| 5e | François Lemarchand | France    | Gan                          | + 1 min 16 s    |
| 6e | Neil Stephens       | Australie | ONCE                         | + 1 min 41 s    |
| 7e | Frédéric Moncassin  | France    | Gan                          | + 5 min 38 s    |
| 8e | Fabio Baldato       | Italie    | MG Boys Maglificio-Technogym | + 5 min 38 s    |
| 9e | Erik Zabel          | Allemagne | Deutsche Telekom             | + 5 min 38 s    |
| 10e | Andrea Ferrigato    | Italie    | Roslotto-ZG Mobili           | + 5 min 38 s    |

## Classement général
| \| Classement général \| Classement général \| Classement général \| Classement général \| Classement général \| \| Coureur \| Coureur \| Pays \| Équipe \| Temps \| \| ------------------ \| ------------------ \| ------------------ \| ------------------ \| ------------------ \| \| 1er \| Bjarne Riis \| Danemark \| Deutsche Telekom \| 69 h 12 min 10 s \| \| 2e \| Abraham Olano \| Espagne \| Mapei-GB \| + 56 s \| \| 3e \| Evgueni Berzin \| Russie \| Gewiss-Playbus \| + 1 min 08 s \| \| 4e \| Tony Rominger \| Suisse \| Mapei-GB \| + 1 min 21 s \| \| 5e \| Jan Ullrich \| Allemagne \| Deutsche Telekom \| + 2 min 06 s \| \| 6e \| Peter Luttenberger \| Autriche \| Carrera Jeans \| + 2 min 38 s \| \| 7e \| Richard Virenque \| France \| Festina-Lotus \| + 3 min 16 s \| \| 8e \| Miguel Indurain \| Espagne \| Banesto \| + 4 min 38 s \| \| 9e \| Laurent Dufaux \| Suisse \| Festina-Lotus \| + 5 min 03 s \| \| 10e \| Fernando Escartín \| Espagne \| Kelme-Artiach \| + 5 min 17 s \| |                    |           |                  |                  |
| |                    |           |                  |                  |
| |                    |           |                  |                  |
| Classement général |                    |           |                  |                  |
| Coureur | Coureur            | Pays      | Équipe           | Temps            |
| 1er | Bjarne Riis        | Danemark  | Deutsche Telekom | 69 h 12 min 10 s |
| 2e | Abraham Olano      | Espagne   | Mapei-GB         | + 56 s           |
| 3e | Evgueni Berzin     | Russie    | Gewiss-Playbus   | + 1 min 08 s     |
| 4e | Tony Rominger      | Suisse    | Mapei-GB         | + 1 min 21 s     |
| 5e | Jan Ullrich        | Allemagne | Deutsche Telekom | + 2 min 06 s     |
| 6e | Peter Luttenberger | Autriche  | Carrera Jeans    | + 2 min 38 s     |
| 7e | Richard Virenque   | France    | Festina-Lotus    | + 3 min 16 s     |
| 8e | Miguel Indurain    | Espagne   | Banesto          | + 4 min 38 s     |
| 9e | Laurent Dufaux     | Suisse    | Festina-Lotus    | + 5 min 03 s     |
| 10e | Fernando Escartín  | Espagne   | Kelme-Artiach    | + 5 min 17 s     |

## Classements annexes
| Classement par points | Classement par points    | Classement par points | Classement par points        | Classement par points |
| Coureur               | Coureur                  | Pays                  | Équipe                       | Points                |
| --------------------- | ------------------------ | --------------------- | ---------------------------- | --------------------- |
| 1er                   | Erik Zabel               | Allemagne             | Deutsche Telekom             | 259 pts               |
| 2e                    | Frédéric Moncassin       | France                | Gan                          | 208 pts               |
| 3e                    | Fabio Baldato            | Italie                | MG Boys Maglificio-Technogym | 188 pts               |
| 4e                    | Djamolidine Abdoujaparov | Ouzbekistan           | Refin-Mobilvetta             | 149 pts               |
| 5e                    | Jeroen Blijlevens        | Pays-Bas              | TVM-Farm Frites              | 121 pts               |

| Classement par points | Classement par points    | Classement par points | Classement par points        | Classement par points |
| Coureur               | Coureur                  | Pays                  | Équipe                       | Points                |
| --------------------- | ------------------------ | --------------------- | ---------------------------- | --------------------- |
| 1er                   | Erik Zabel               | Allemagne             | Deutsche Telekom             | 259 pts               |
| 2e                    | Frédéric Moncassin       | France                | Gan                          | 208 pts               |
| 3e                    | Fabio Baldato            | Italie                | MG Boys Maglificio-Technogym | 188 pts               |
| 4e                    | Djamolidine Abdoujaparov | Ouzbekistan           | Refin-Mobilvetta             | 149 pts               |
| 5e                    | Jeroen Blijlevens        | Pays-Bas              | TVM-Farm Frites              | 121 pts               |

| Classement de la montagne | Classement de la montagne | Classement de la montagne | Classement de la montagne | Classement de la montagne |
| Coureur                   | Coureur                   | Pays                      | Équipe                    | Points                    |
| ------------------------- | ------------------------- | ------------------------- | ------------------------- | ------------------------- |
| 1er                       | Richard Virenque          | France                    | Festina-Lotus             | 224 pts                   |
| 2e                        | Bjarne Riis               | Danemark                  | Deutsche Telekom          | 133 pts                   |
| 3e                        | Laurent Brochard          | France                    | Festina-Lotus             | 111 pts                   |
| 4e                        | Luc Leblanc               | France                    | Polti                     | 108 pts                   |
| 5e                        | Tony Rominger             | Suisse                    | Mapei-GB                  | 107 pts                   |

| Classement de la montagne | Classement de la montagne | Classement de la montagne | Classement de la montagne | Classement de la montagne |
| Coureur                   | Coureur                   | Pays                      | Équipe                    | Points                    |
| ------------------------- | ------------------------- | ------------------------- | ------------------------- | ------------------------- |
| 1er                       | Richard Virenque          | France                    | Festina-Lotus             | 224 pts                   |
| 2e                        | Bjarne Riis               | Danemark                  | Deutsche Telekom          | 133 pts                   |
| 3e                        | Laurent Brochard          | France                    | Festina-Lotus             | 111 pts                   |
| 4e                        | Luc Leblanc               | France                    | Polti                     | 108 pts                   |
| 5e                        | Tony Rominger             | Suisse                    | Mapei-GB                  | 107 pts                   |

| Classement du meilleur jeune | Classement du meilleur jeune | Classement du meilleur jeune | Classement du meilleur jeune | Classement du meilleur jeune |
| Coureur                      | Coureur                      | Pays                         | Équipe                       | Temps                        |
| ---------------------------- | ---------------------------- | ---------------------------- | ---------------------------- | ---------------------------- |
| 1er                          | Jan Ullrich                  | Allemagne                    | Deutsche Telekom             | 69 h 14 min 16 s             |
| 2e                           | Peter Luttenberger           | Autriche                     | Carrera Jeans                | + 32 s                       |
| 3e                           | Manuel Fernández Ginés       | Espagne                      | Mapei-GB                     | + 7 min 45 s                 |
| 4e                           | Leonardo Piepoli             | Italie                       | Refin-Mobilvetta             | + 7 min 58 s                 |
| 5e                           | Michael Boogerd              | Pays-Bas                     | Rabobank                     | + 25 min 38 s                |

| Classement du meilleur jeune | Classement du meilleur jeune | Classement du meilleur jeune | Classement du meilleur jeune | Classement du meilleur jeune |
| Coureur                      | Coureur                      | Pays                         | Équipe                       | Temps                        |
| ---------------------------- | ---------------------------- | ---------------------------- | ---------------------------- | ---------------------------- |
| 1er                          | Jan Ullrich                  | Allemagne                    | Deutsche Telekom             | 69 h 14 min 16 s             |
| 2e                           | Peter Luttenberger           | Autriche                     | Carrera Jeans                | + 32 s                       |
| 3e                           | Manuel Fernández Ginés       | Espagne                      | Mapei-GB                     | + 7 min 45 s                 |
| 4e                           | Leonardo Piepoli             | Italie                       | Refin-Mobilvetta             | + 7 min 58 s                 |
| 5e                           | Michael Boogerd              | Pays-Bas                     | Rabobank                     | + 25 min 38 s                |

| Classement par équipes | Classement par équipes | Classement par équipes | Classement par équipes |
| Équipe                 | Équipe                 | Pays                   | Temps                  |
| ---------------------- | ---------------------- | ---------------------- | ---------------------- |
| 1re                    | Mapei-GB               | Italie                 | 207 h 45 min 59 s      |
| 2e                     | Deutsche Telekom       | Allemagne              | + 51 s                 |
| 3e                     | Festina-Lotus          | France                 | + 3 min 56 s           |
| 4e                     | Rabobank               | Pays-Bas               | + 6 min 02 s           |
| 5e                     | ONCE                   | Espagne                | + 14 min 09 s          |

| Classement par équipes | Classement par équipes | Classement par équipes | Classement par équipes |
| Équipe                 | Équipe                 | Pays                   | Temps                  |
| ---------------------- | ---------------------- | ---------------------- | ---------------------- |
| 1re                    | Mapei-GB               | Italie                 | 207 h 45 min 59 s      |
| 2e                     | Deutsche Telekom       | Allemagne              | + 51 s                 |
| 3e                     | Festina-Lotus          | France                 | + 3 min 56 s           |
| 4e                     | Rabobank               | Pays-Bas               | + 6 min 02 s           |
| 5e                     | ONCE                   | Espagne                | + 14 min 09 s          |